# Osterøy (eiland)
Osterøy is een eiland in de Noorse provincie Vestland. Het eiland heeft een oppervlakte van ruim 330 km² en is verdeeld over de gemeenten Osterøy en Vaksdal  Het hoogste punt van het eiland is 868 meter boven de zeespiegel. 
Het eiland Osterøy ligt ten noordoosten van Bergen en wordt omringd door de fjorden Osterfjord en Sørfjord. De 19de-eeuwse musicus en componist Ole Bull had een huis op het eiland in Valestrand. Ook ligt er de boerderijencluster Havrå.

## Vervoer

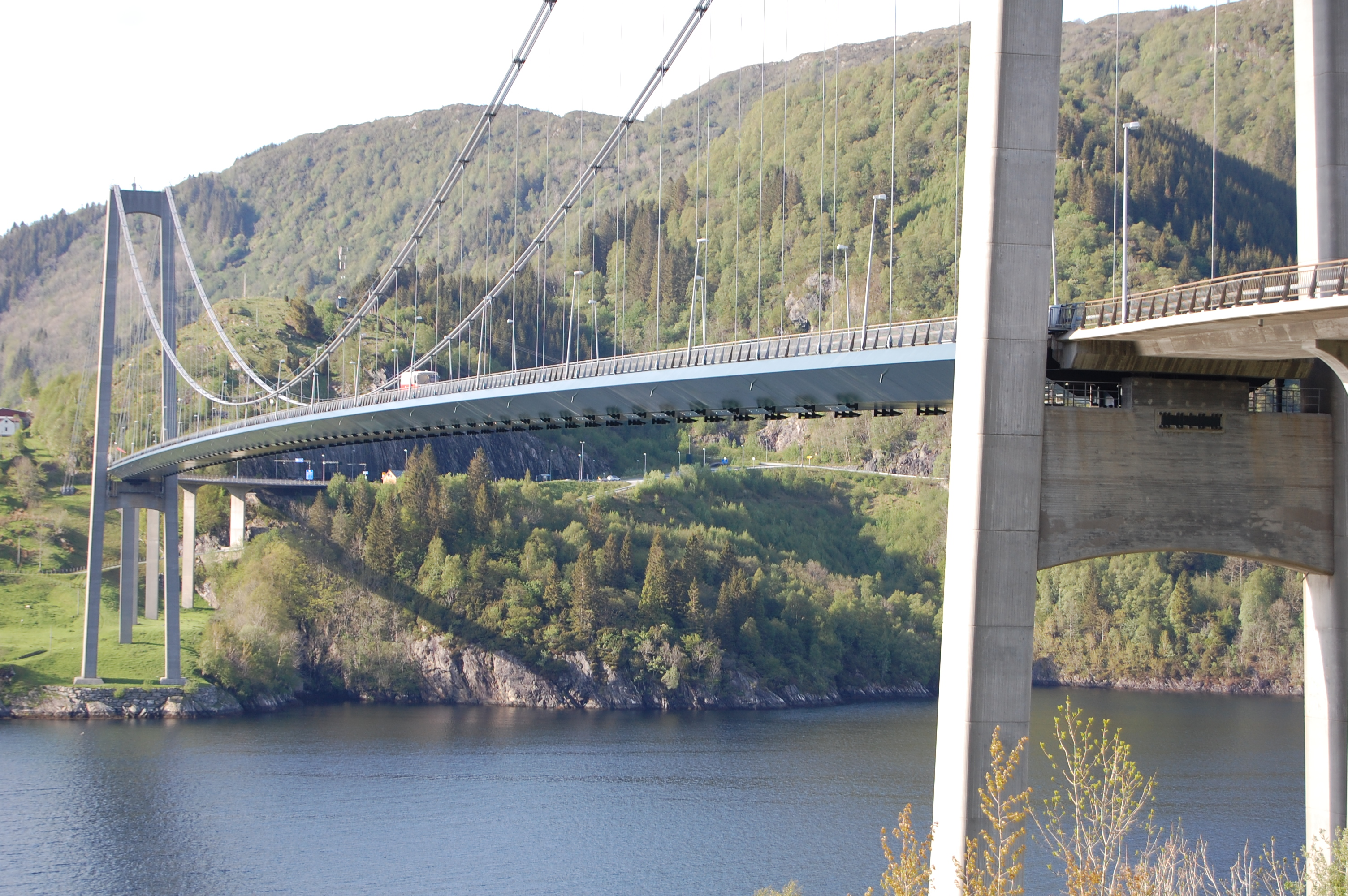
Osterøybrug

Osterøy is door de Osterøybrug van ruim 1.000 meter lang met het vasteland verbonden. De hangbrug ligt aan de zuidkant van het eiland en is een directe schakel met de E16 die hier langs het water van de Sørfjord loopt. In het noordoosten verbindt de Kallestadsundsbrug het eiland met het vasteland in de gemeente Vaksdal.